# Святой Нос (мыс, Мурманская область)
Свято́й Нос — мыс на восточном побережье Кольского полуострова, разделяет Баренцево и Белое моря, а также Мурманский и Терский берега. Расположен на небольшом полуострове, также носящем имя Святой Нос. На полуострове находится одноимённый посёлок и Святоносский маяк. Топоним Святой Нос широко распространён на побережье Северного Ледовитого океана; по предположению шведского исследователя Арктики Адольфа Эрика Норденшельда, такое название у поморов получали мысы, сильно вдающиеся в море и сложные для преодоления в прибрежном плавании.

## География

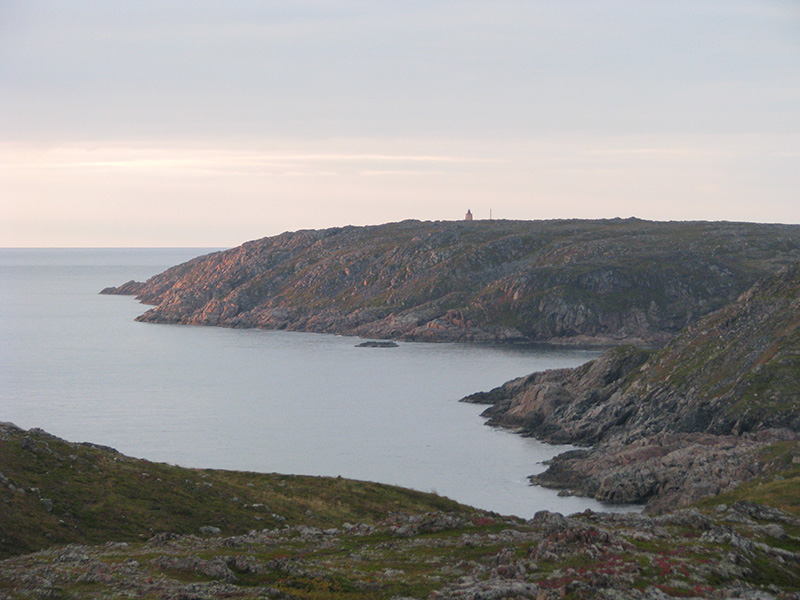
Губа Лопское Становище

Полуостров длиной около 15 км и шириной до 3 км. Высота до 179 м. На полуострове расположено несколько небольших озёр и протекают несколько ручьёв, среди которых Долгий и Соколий. В полуостров врезаются губы Становая и Долгая Белого моря и губа Лопское Становище Святоносского залива. Располагаются мысы Соколий Нос и Наталий Наволок. Ранее на полуострове был посёлок Святоносская Сирена.

### Климат
| Показатель              | Янв. | Фев. | Март | Апр. | Май | Июнь | Июль | Авг. | Сен. | Окт. | Нояб. | Дек. | Год |
| ----------------------- | ---- | ---- | ---- | ---- | --- | ---- | ---- | ---- | ---- | ---- | ----- | ---- | --- |
| Средняя температура, °C | −5,9 | −6,7 | −4,7 | −1,3 | 2,4 | 6,2  | 9,6  | 9,6  | 7,7  | 3,2  | −1    | −3,3 | 1,3 |
| Источник:               |      |      |      |      |     |      |      |      |      |      |       |      |     |

## История

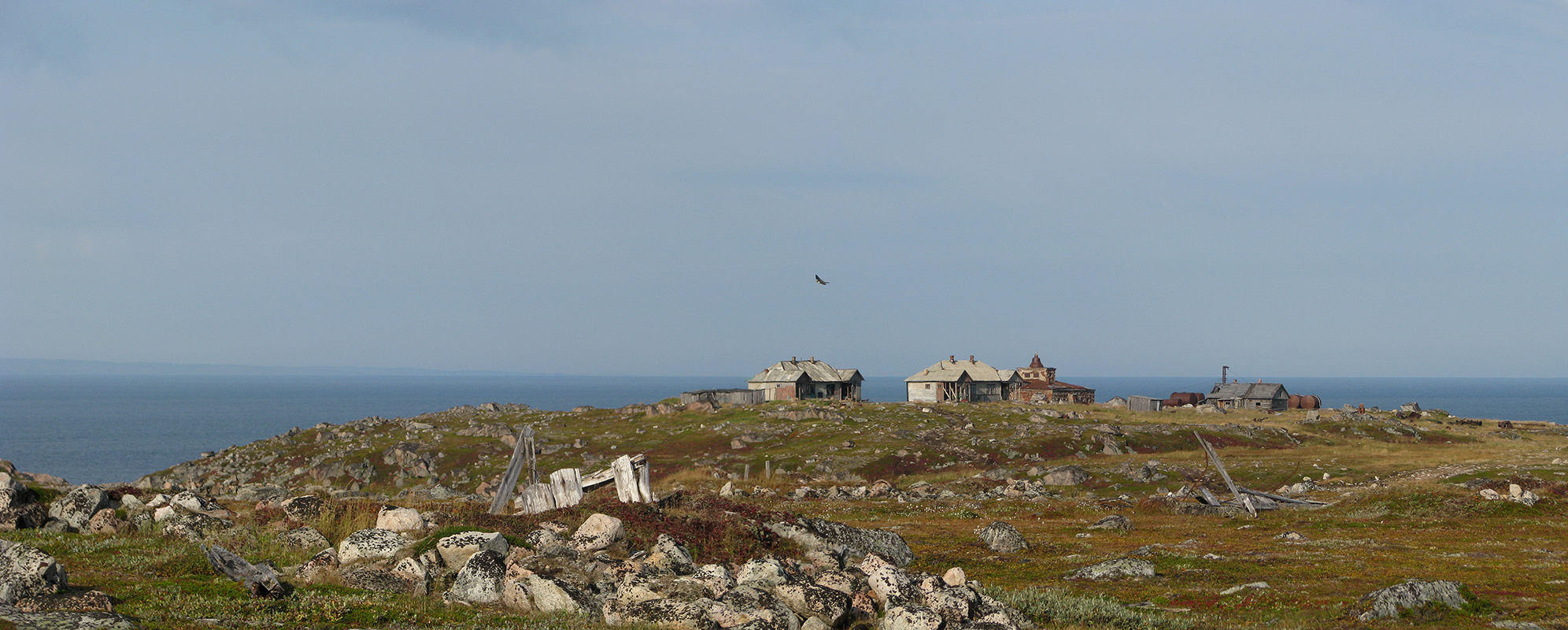
Святоносская Сирена

Изначально мыс назывался Терский мыс или Терский нос. Позже[когда?] за мысом закрепилось современное название. Европейские картографы обозначали мыс на своих картах под таким названием ещё в середине XVI века. У норвежцев мыс носил название Вегестад — с норвежского языка путевой столб или путевая скала. Название пошло от того что достигнув этой точки побережья было нужно менять курс.

Русский посол в Дании дьяк Григорий Истома путешествовал в 1496 году вдоль берега Кольского полуострова; позже он рассказал о деталях этого путешествия послу германского императора Сигизмунду фон Герберштейну, который изложил его рассказ в своей книге «Записки о Московии» (1556): 
Святой нос есть огромная скала, вдающаяся в море, наподобие носа; под нею видна водоворотная пещера, которая каждые шесть часов поглощает воду и с большим шумом обратно изрыгает назад эту пучину. Одни говорили, что это середина моря, другие — что это Харибда. Сказывал он, что сила этой пучины так велика, что она притягивает корабли и другие предметы, находящиеся поблизости, крутит их и поглощает, — и что они никогда не бывали в большей опасности. Ибо когда пучина внезапно и сильно стала притягивать корабль, на котором они ехали, то они едва с великим трудом спаслись, налёгши всеми силами на весла.
У поморов есть поговорка «Где рыба ни ходит, а Святого Носа не минует». По легенде у мыса водились огромные черви, переворачивающие шлюпы, однако святой Варлаам Керетский лишил их такой силы. Через полуостров от губы Волковой до губы Лапское Становище промышленники перетаскивали свои суда.

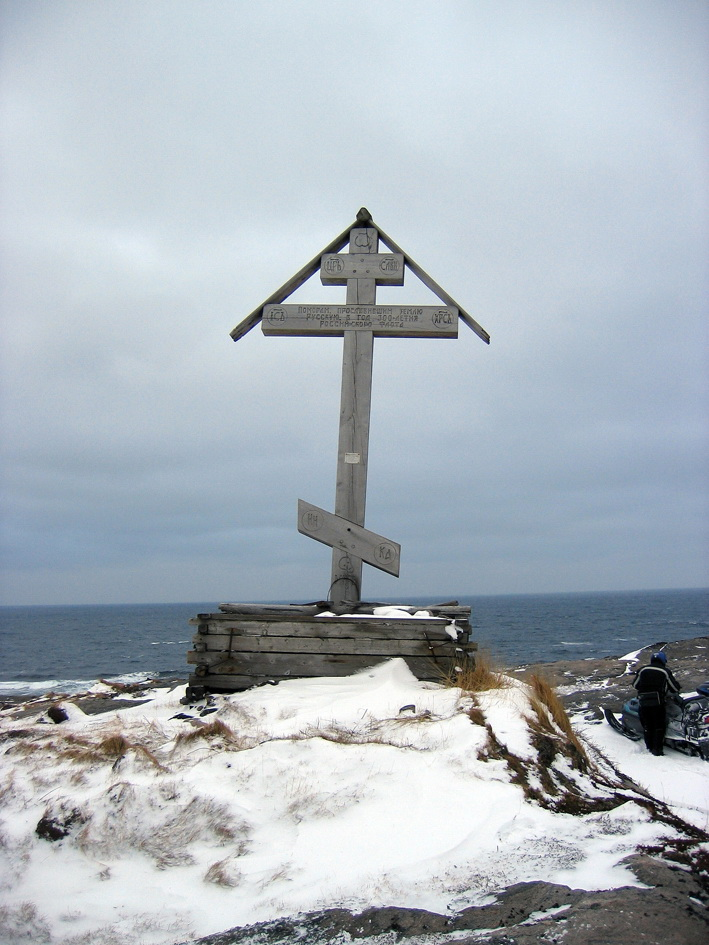
Поморам, прославившим землю русскую. В год 300-летия российского флота.